# Mmusa Ohilwe
Mmusa Ohilwe (Shoshong, 17 aprile 1986) è un calciatore botswano, difensore del Botswana Meat Commission e della Nazionale del Botswana.